# Johnstown, Pennsylvania
Johnstown là một thành phố thuộc quận Cambria, tiểu bang Pennsylvania, Hoa Kỳ. Năm 2010, dân số của thành phố này là 20978 người.